# ジャイアンツ・スタジアム
ジャイアンツ・スタジアム（Giants Stadium）は、アメリカ合衆国のニュージャージー州イーストラザフォードにあったスタジアム。NFLニューヨーク・ジャイアンツが1976年の開場から閉場まで、同ニューヨーク・ジェッツが1984年から閉場まで、NASLニューヨーク・コスモスが1977年からNASL消滅の1984年まで、MLSレッドブル・ニューヨークが1996年から閉場までこのスタジアムを本拠地にしていた。
このスタジアムを本拠地にするチームは、いずれもチーム名に「ニューヨーク」という地名を冠しているが、スタジアムの所在地はニューヨークではなく、ハドソン川の対岸に位置するニュージャージー州イーストラザフォードである。周辺一帯はニュージャージー・メドウランズと呼ばれている。

## 概要
およそ80,000人が収容できる規模のスタジアム。グラウンドにはアメリカンフットボールの試合用に人工芝が採用されていた。
1975年にNFLのニューヨーク・ジャイアンツと30年のリース契約を結んだ。杮落としは、NFC東地区のライバル、ダラス・カウボーイズとの試合である。
1977年、NASLのニューヨーク・コスモスがヤンキー・スタジアムから本拠地移転した。NASLが消滅する1984年まで使用した。
1984年にはNFLAFC東地区に所属するニューヨーク・ジェッツがシェイ・スタジアムから本拠地を移した。
1994年、サッカー・ワールドカップ米国大会の試合会場として使用されたが、国際サッカー連盟の規約で「国際公式戦を開催する場合ピッチは天然芝でなければならない」と定められているため、大会中は天然芝のシートを敷いて試合を行った。
アメリカンフットボールではジャイアンツとジェッツの2チームが本拠地としている。ジェッツの試合の際には「メドウランズ」という名称で呼ばれ、本来青色（ジャイアンツのチームカラー）のフェンスが緑色（ジェッツのチームカラー）のカバーで覆われるなどジャイアンツ色を極力出さないようにしている。
1996年に発足したプロサッカーリーグのMLSでは、ニューヨーク・ニュージャージー・メトロスターズ（現レッドブル・ニューヨーク）の本拠地として使われることになった。フィールドは、アメフトのオフシーズン中はその天然芝シートを使用したが、NFLとシーズンが重なるときにはアメフトとの試合の兼ね合いもあり、人工芝で試合を行った。その後一度は1997年に天然芝に転換するが、2001年を最後に人工芝に戻している。
コンサート会場としてグレイトフル・デッド、ピンク・フロイド、ローリング・ストーンズ、ビリー・ジョエル、ボン・ジョヴィなどにより使われた。とりわけ、ブルース・スプリングスティーンと関係しており、彼の1985年夏のボーン・イン・ジUSAツアーでは6公演、さらに2003年夏のザ・ライジング・ツアーでは10公演が行われた。
最多入場者数を記録したのは2009年9月24日に行われたU2のコンサートで84,472人が入場、それまでの記録であった1995年10月5日、ローマ教皇ヨハネ・パウロ2世が来場した際の記録を更新した。
2010年シーズンにはレッドブル・ニューヨークが新スタジアム「レッドブル・アリーナ」へ、2010年シーズンにはジャイアンツとジェッツがメドウランズ・スタジアムへ、それぞれ移転した。